# Allium stamineum
Allium stamineum är en amaryllisväxtart som beskrevs av Pierre Edmond Boissier. Allium stamineum ingår i släktet lökar, och familjen amaryllisväxter. Inga underarter finns listade i Catalogue of Life.